# Mauthausen (concentratiekamp)
Mauthausen was een concentratiekamp tijdens de Tweede Wereldoorlog, gelegen nabij de Oostenrijkse plaats Mauthausen.

## Het kamp
Het concentratiekamp Mauthausen werd in augustus 1938, vijf maanden na de annexatie van Oostenrijk door nazi-Duitsland, opgezet met als doel een mannenkamp in het Oostenrijkse gebied te realiseren, gevangeniscapaciteit te bezitten voor de geplande oorlog. Het gebied rond Mauthausen was voorts vooral geschikt vanwege de aanwezigheid van graniet, zodat de gevangenen tewerkgesteld konden worden in de plaatselijke steengroeve.
Zoals bij de meeste concentratiekampen van de nazi's waren de verblijfs- en arbeidsomstandigheden voor de – met name politieke – gevangenen zeer slecht. Voorts bepaalden mishandeling, straf, ziekte en honger het beeld van alledag. Gevangenen werden doodgeslagen, opgehangen, of doodgeschoten. Er was een trap van 186 treden naar de diepte van de granietgroeve, waar menigeen het leven liet. Zieke gevangenen liet men bevriezen, verhongeren of werden gedood met fenolinjecties of gifgas. Bekende beulen waren onder anderen 'das blonde Fräulein' en 'Hans de doder'.
Mauthausen had een gaskamer in een keldervertrek schuin onder het kampbordeel. In dezelfde ruimte bevonden zich twee verbrandingsovens, ook wel crematoria genoemd, van Topf und Söhne, waarmee de vermoorde gevangenen werden verbrand. Voordat de lichamen van de gevangenen werden verbrand, werden zij op de onderzoekstafel, vlak bij de gaskamers en de ovens, door een arts ontdaan van kostbare protheses als gouden tanden.

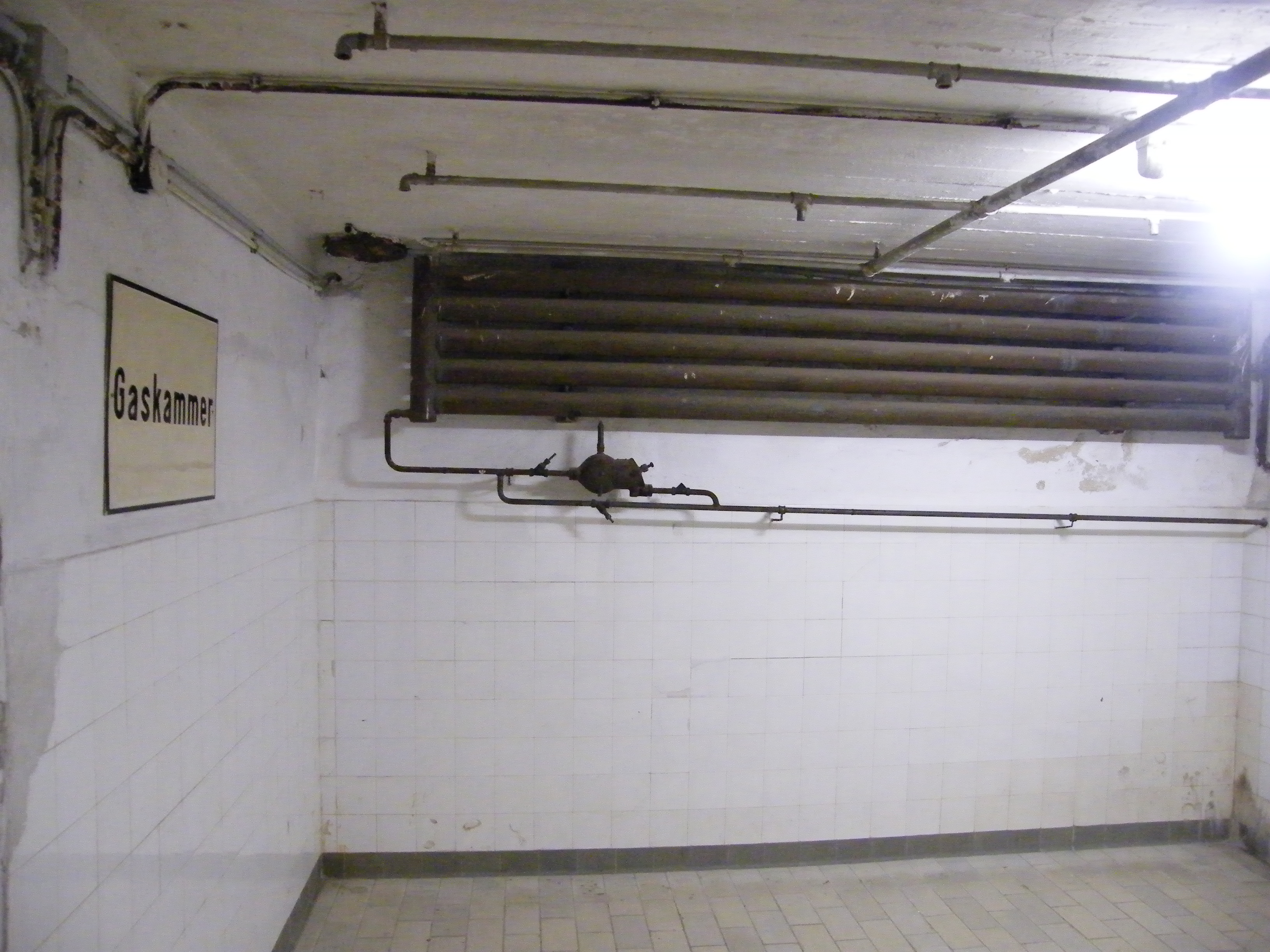
gaskamer

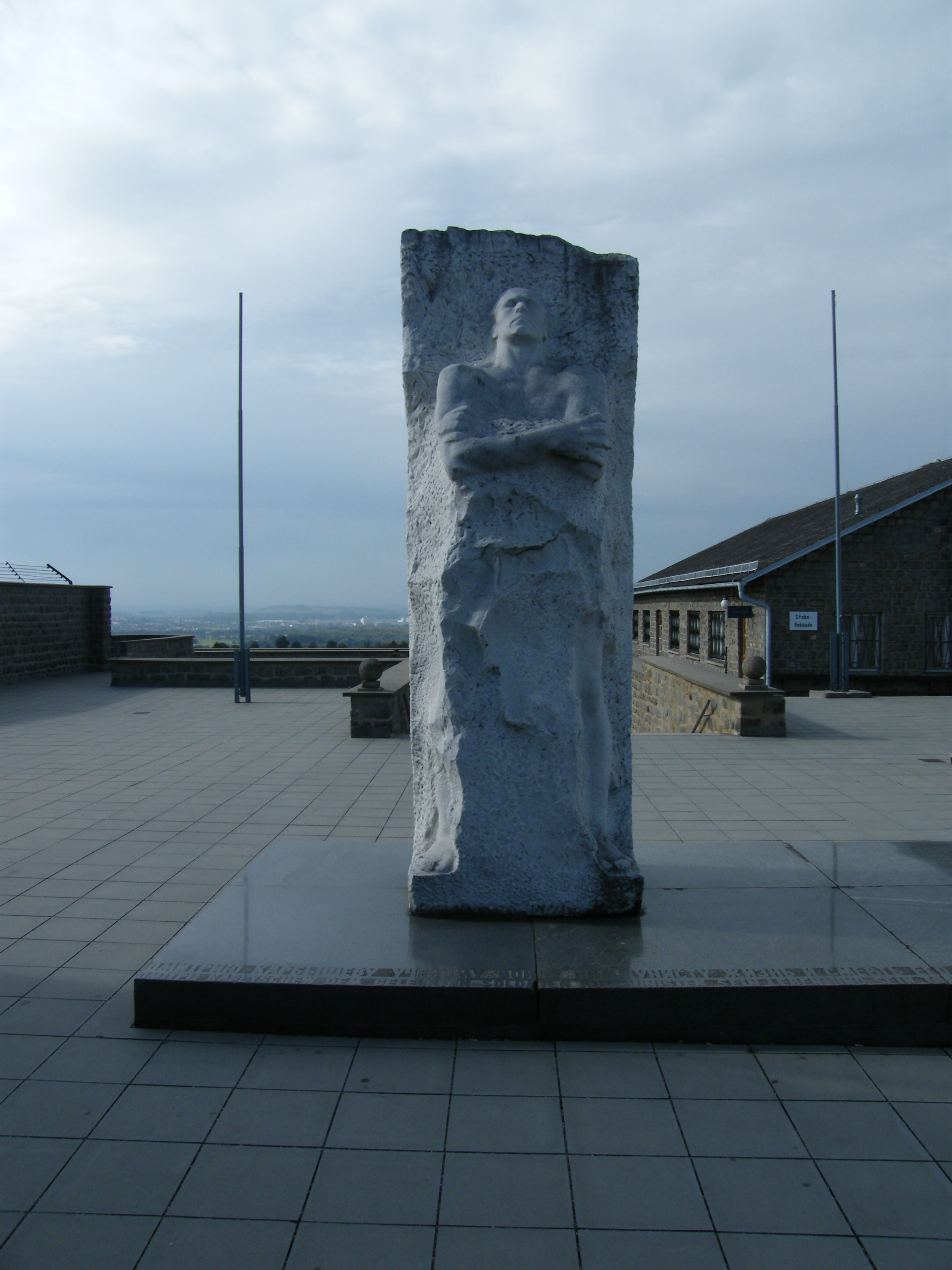
Dimitrii Michailowitsch Karbischew, luitenant-generaal der Pioniers van het Rode Leger. In de ijzige kou ontnamen de nazi's hem al zijn kleding en overgoten hem met koud water tot het lichaam van de generaal in een ijsklomp was veranderd. Het lichaam van de generaal werd in de oven in Mauthausen verbrand.
Veel gevangenen in Mauthausen moesten deze mishandeling ondergaan.

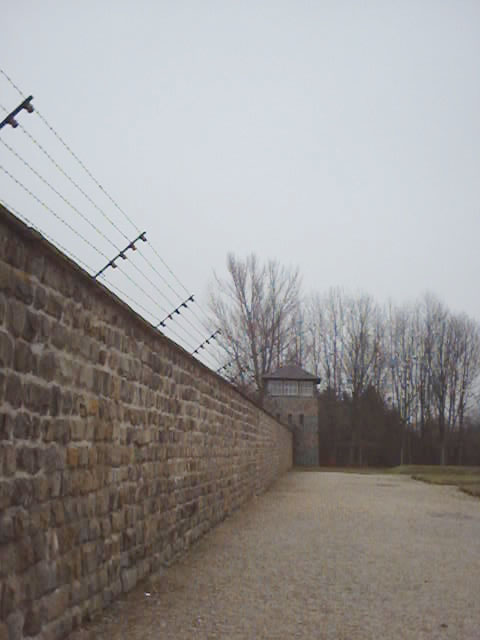
Concentratiekamp Mauthausen

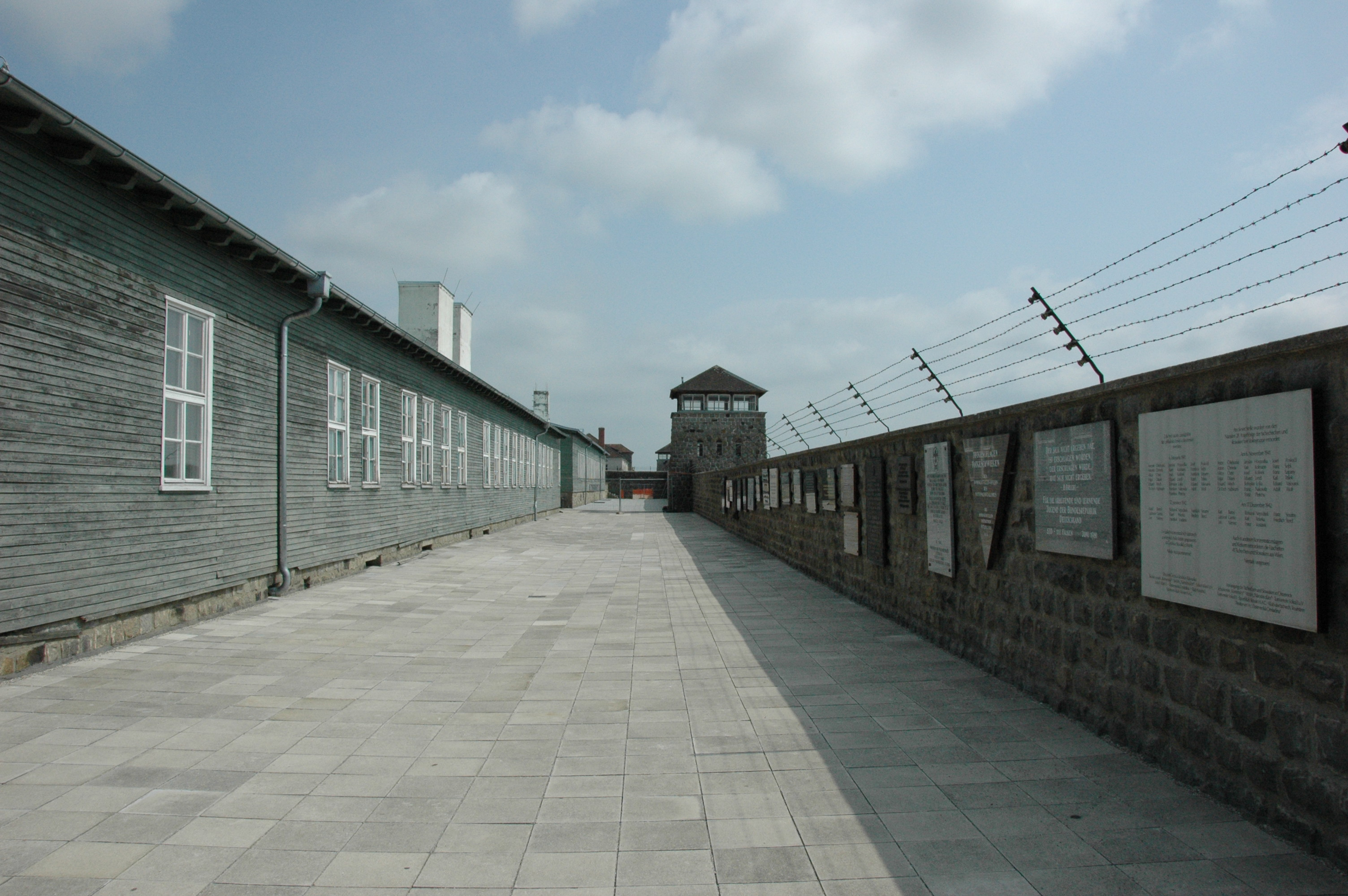
Deel concentratiekamp Mauthausen

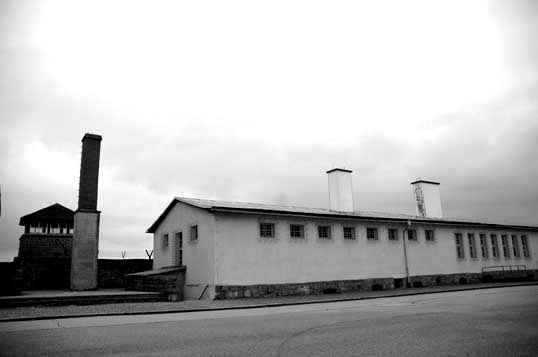
Mauthausen

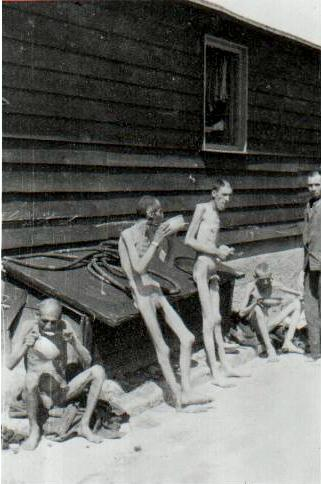
Overlevenden krijgen voedsel van de bevrijders

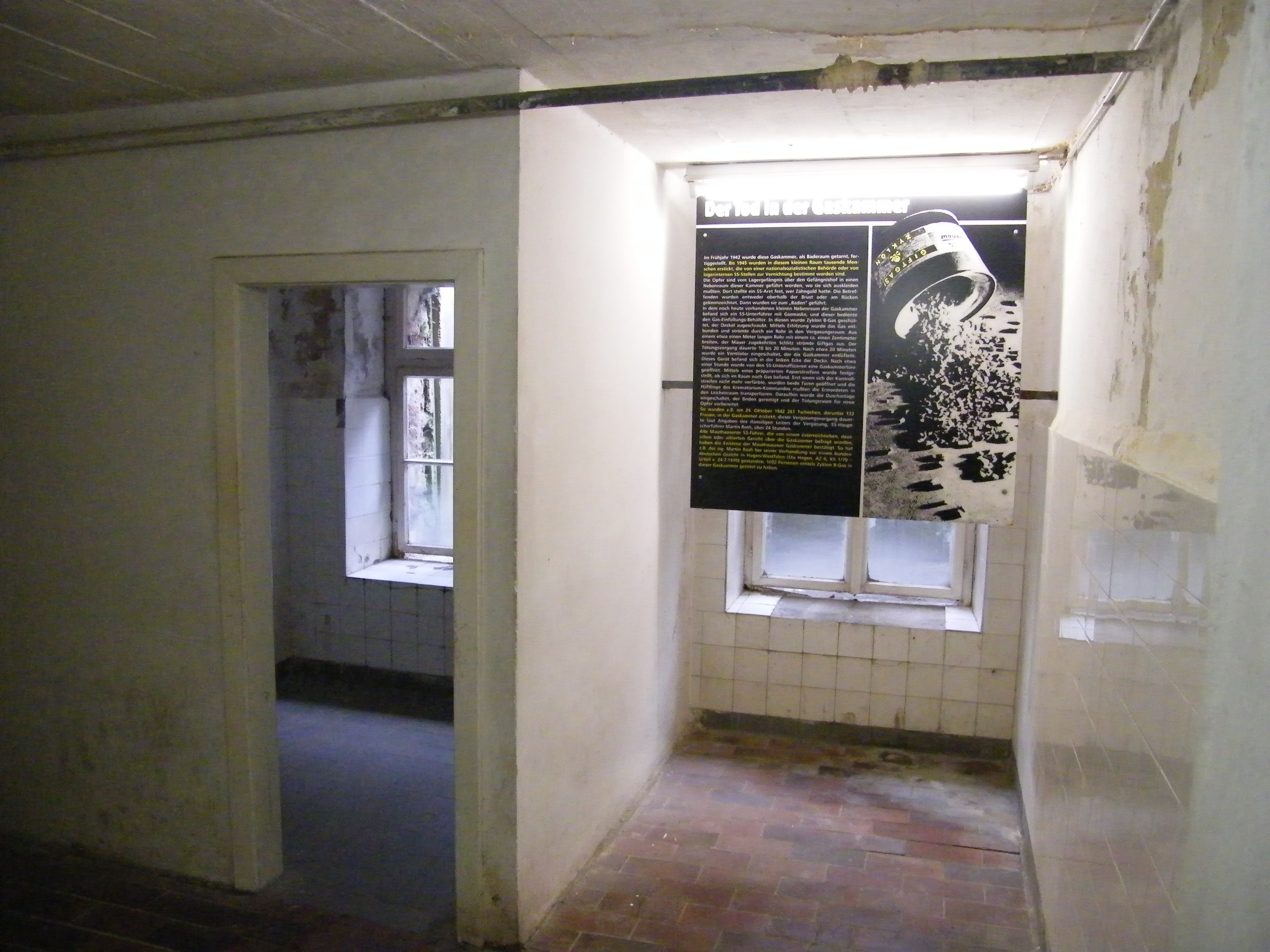
ruimte naast gaskamer (zie ook poster)
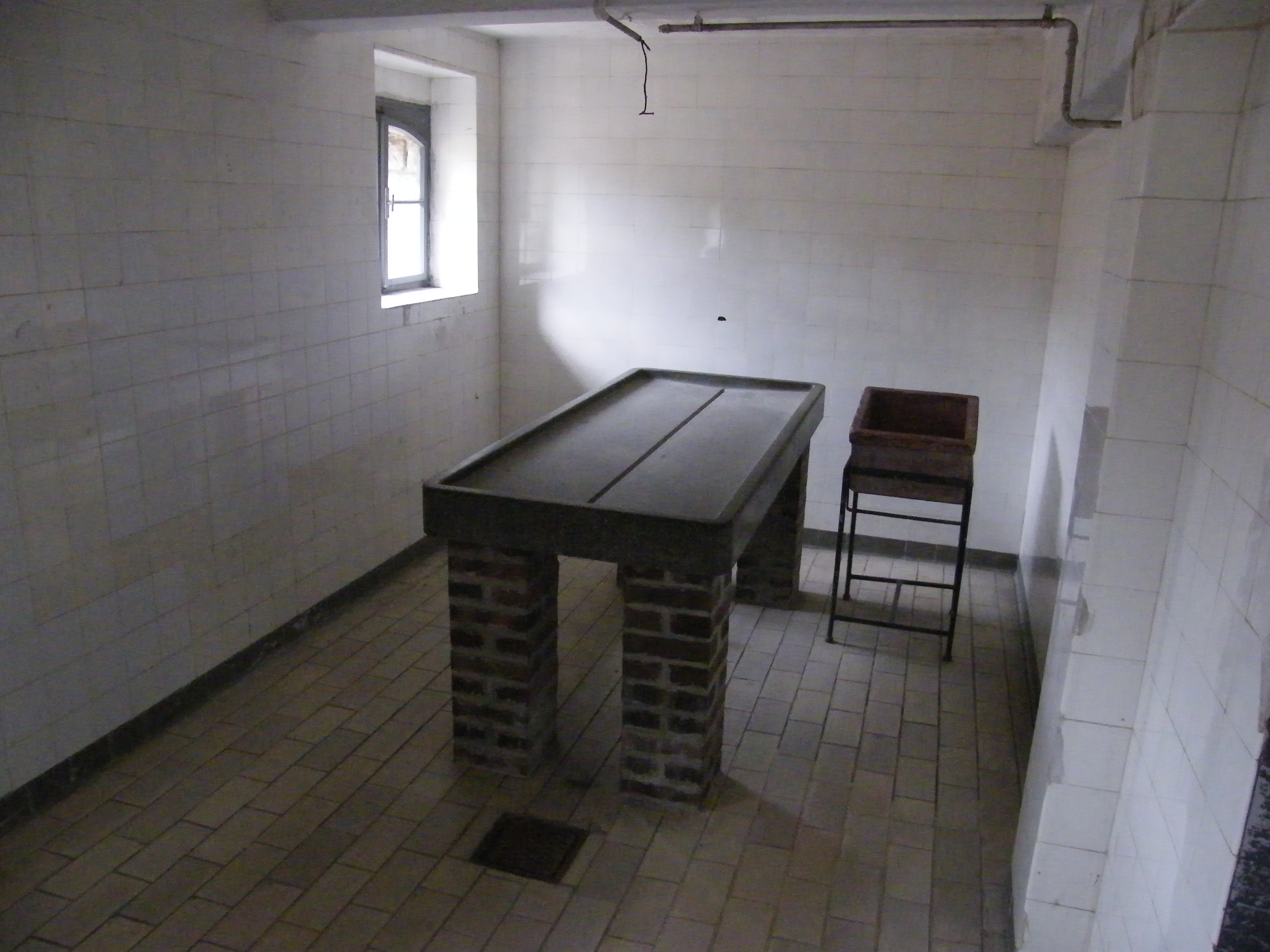
onderzoekstafel
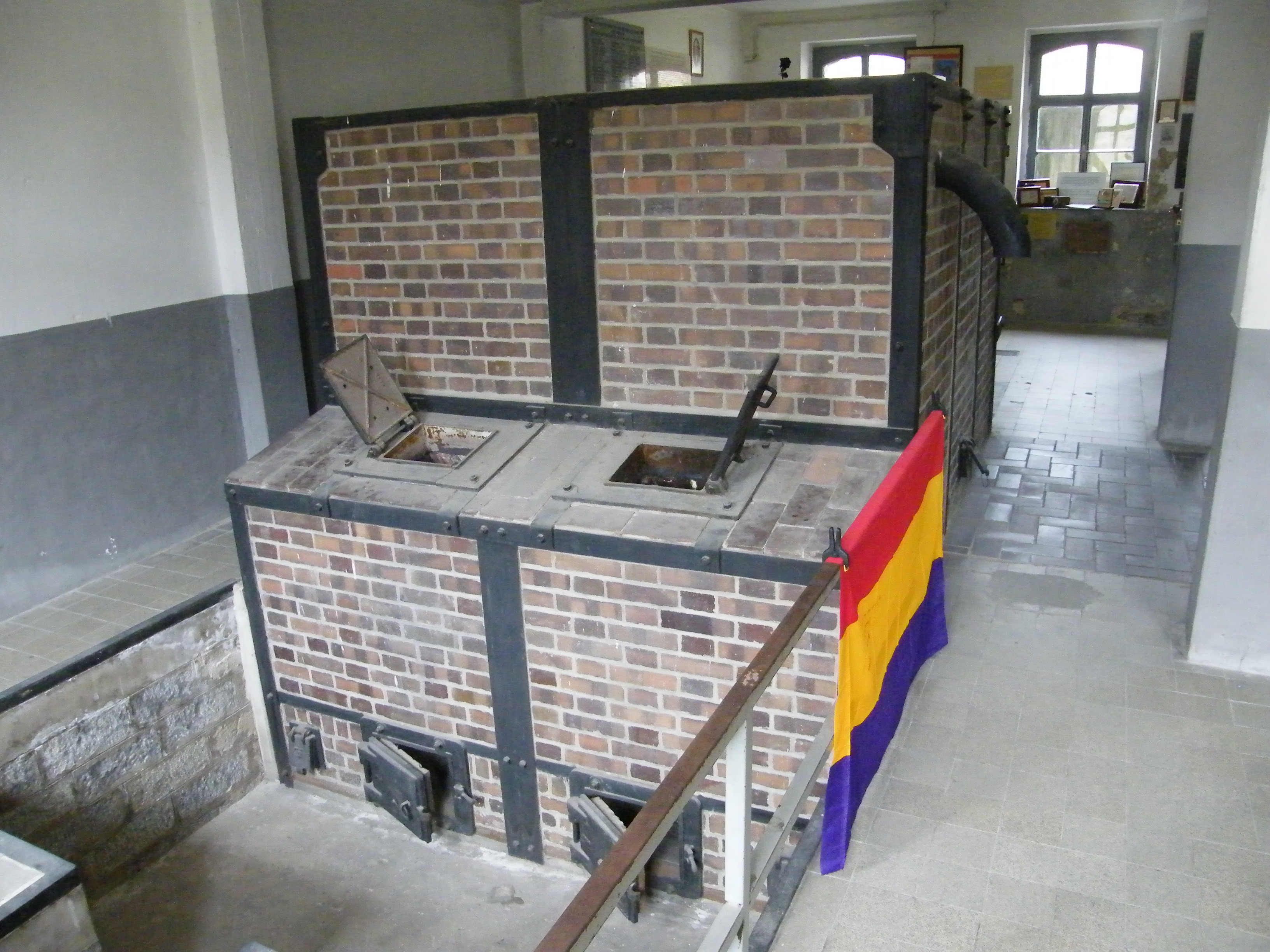
verbrandingsoven vooraanzicht
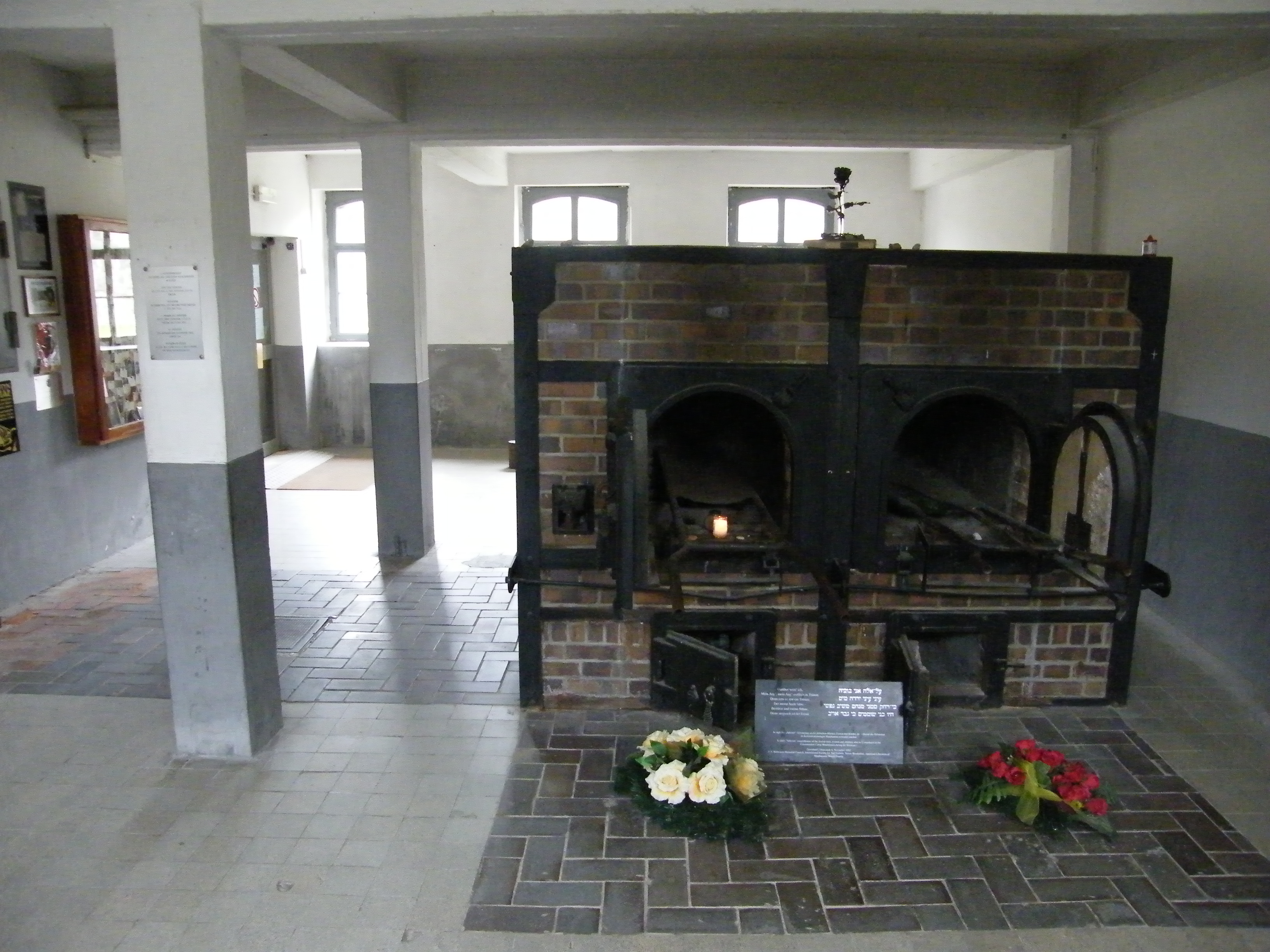
verbrandingsoven achteraanzicht
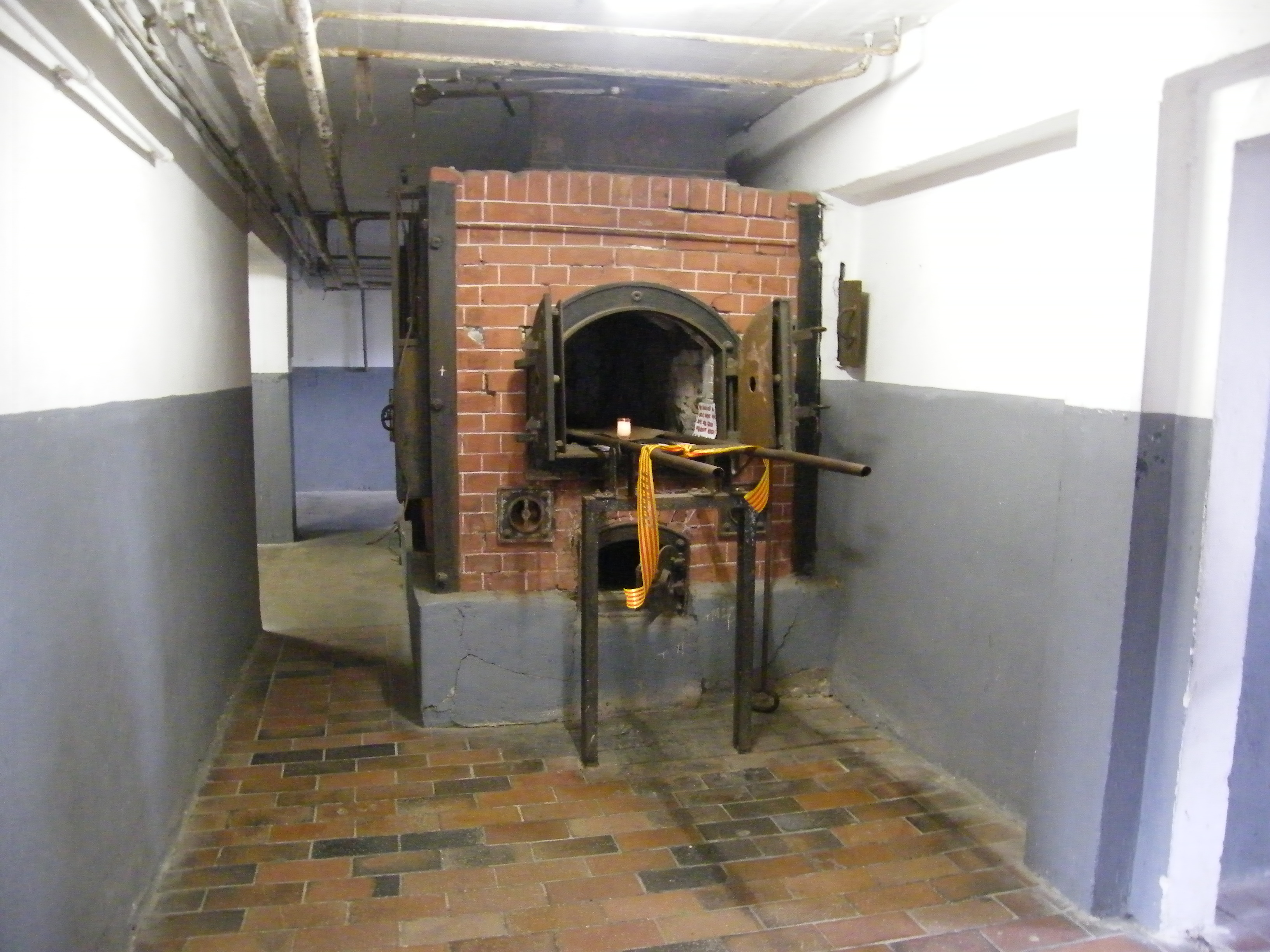
andere verbrandingsoven

Het kamp stond onder commando van Franz Ziereis, een SS-Sturmbannführer die wegens "bijzondere verdiensten" als Lagerkommandant in 1944 tot SS-Standartenführer werd bevorderd. Andere SS'ers in het kamp waren Schutzhaftlagerführer Georg Bachmayer en SS-Standortarzt Dr. Eduard Krebsbach.
Naast concentratiekamp Mauthausen waren er nog meer dan 40 nevenkampen in Oostenrijk. De grootste drie daarvan waren Gusen, Ebensee en Melk.

## Gevangenen
Nieuw aangekomen gevangenen werden gedesinfecteerd en hun hoofd kaalgeschoren. Daarna werden ze gekleed in een blauw-wit gestreepte overall. Vanaf 1943 werden ook uniformen van Franse, Griekse, Joegoslavische en Sovjet soldaten gebruikt. De Funktionshäftlinge (gevangenen die een taak kregen toebedeeld) hadden het soms wat beter en beschikten over warmere kleding en schoeisel in plaats van de standaard houten sandalen.
Op de kleding werd met een gekleurde driehoek de aard van het 'delict' aangegeven, met daarin de eerste letter van de nationaliteit. 'Politieke' gevangenen hadden een rode driehoek, Spaanse republikeinen een blauwe en Jehova's getuigen een paarse. 'Criminelen' hadden een groene driehoek, 'asocialen' een zwarte en homoseksuelen een roze. Joden hadden een gele of tweekleurige ster.
De gevangenen werden ook onderworpen aan medische experimenten. Mauthausen werd berucht vanwege de zogenaamde voedingsexperimenten waar gevangenen speciaal door Duitsers ontwikkelde voeding moesten eten en geen brood of water kregen. Ook werd er geëxperimenteerd met vaccins tegen cholera en vlektyfus.
Naar Mauthausen werden volgens de officiële documentatie 197.464 personen gedeporteerd. In het kamp en de diverse Außenlager kwamen zeker 95.000 personen om het leven.

## Razzia's in Nederland
Op 22 en 23 februari 1941 werden meer dan 330 en bij de razzia van 11 juni 1941 werden meer dan 250 Joodse 'gijzelaars', jonge mannen, opgepakt in de Amsterdamse Jodenbuurt. Via kamp Schoorl gingen zij op transport naar Oostenrijk, waar zij in enkele maanden op twee na, allemaal zijn gestorven. De razzia van februari vormde de aanleiding tot de Februaristaking, een van de weinige volksopstanden waar de Duitsers tijdens hun bezetting van Europa mee te maken kregen.
Op 13, 14 en 15 september 1941 volgde een razzia van Twente, in de plaatsen Enschede, Hengelo, Borne, Almelo, Delden, Goor, Haaksbergen, Denekamp en Oldenzaal, waarbij in totaal 105 Joodse mannen per trein naar Mauthausen werden gedeporteerd. In januari 1942 werd de laatste van deze groep vermoord. Ter nagedachtenis aan deze slachtoffers werd op 6 november 1991 een monument rechts naast de hoofdingang van de synagoge van Enschede geplaatst. Ook dit monument werd ontworpen door Appie Drielsma. Sindsdien wordt er jaarlijks bij dit monument op of rondom 14 september een herdenking gehouden.
Op 8 en 9 oktober 1941 volgde een razzia in de Achterhoek, Arnhem en Apeldoorn, waarbij 72 mannen werden gedeporteerd. Ook zij stierven binnen enkele maanden.
Ook de elf slachtoffers van de Aktion Kugel en de veertig van het Englandspiel kwamen in Mauthausen om. Daarnaast zijn gedurende de gehele bezettingsperiode strafgevallen vanuit Nederland, regelmatig vanuit kamp Amersfoort, maar ook vaak via andere kampen, in Mauthausen of in zijn vele nevenkampen terechtgekomen en veelal omgebracht.

## Massamoorden
Al in 1941 werd in het nevenkamp Slot Hartheim, dat voordat het in nazi-handen kwam een psychiatrisch ziekenhuis huisvestte, geëxperimenteerd met vergassing; eerst op de bewoners van Schloss Hartheim, zijnde de psychiatrische patiënten; daaropvolgend op gevangenen uit de diverse kampen. Toen met deze ervaringen industrieel kon worden vergast in andere kampen, zoals Auschwitz, Treblinka, Bełżec en Sobibór, werden de bewijzen door dwangarbeiders weggewerkt. Dit waren veelal politieke gevangenen, die wisten dat zij na hun arbeid als getuigen van die vergassingsinstallaties ook vermoord zouden worden. Een van hen heeft negatieven van foto's van deze vergassingsinstallaties aan Spaanse politieke gevangenen weten door te spelen, waardoor na de oorlog deze verborgen misdaad toch bekend werd.
In Mauthausen zijn gedurende de oorlog 197.464 gevangenen gedetineerd geweest, vanwege hun politieke dan wel religieuze opvattingen of vanwege hun seksuele geaardheid of vanwege hun criminele verleden of als krijgsgevangene. Meer dan 95.000 mensen werden in Mauthausen vermoord. De Amerikanen hebben kamp Mauthausen op 5 mei bevrijd. Zij spoorden op 23 mei de gevluchte kampcommandant Franz Ziereis op. Hij raakte bij zijn aanhouding gewond, maar legde voor hij overleed verklaringen af aan de voormalige gevangene Hans Maršálek over de misdaden die in het kamp waren begaan.

## Englandspiel

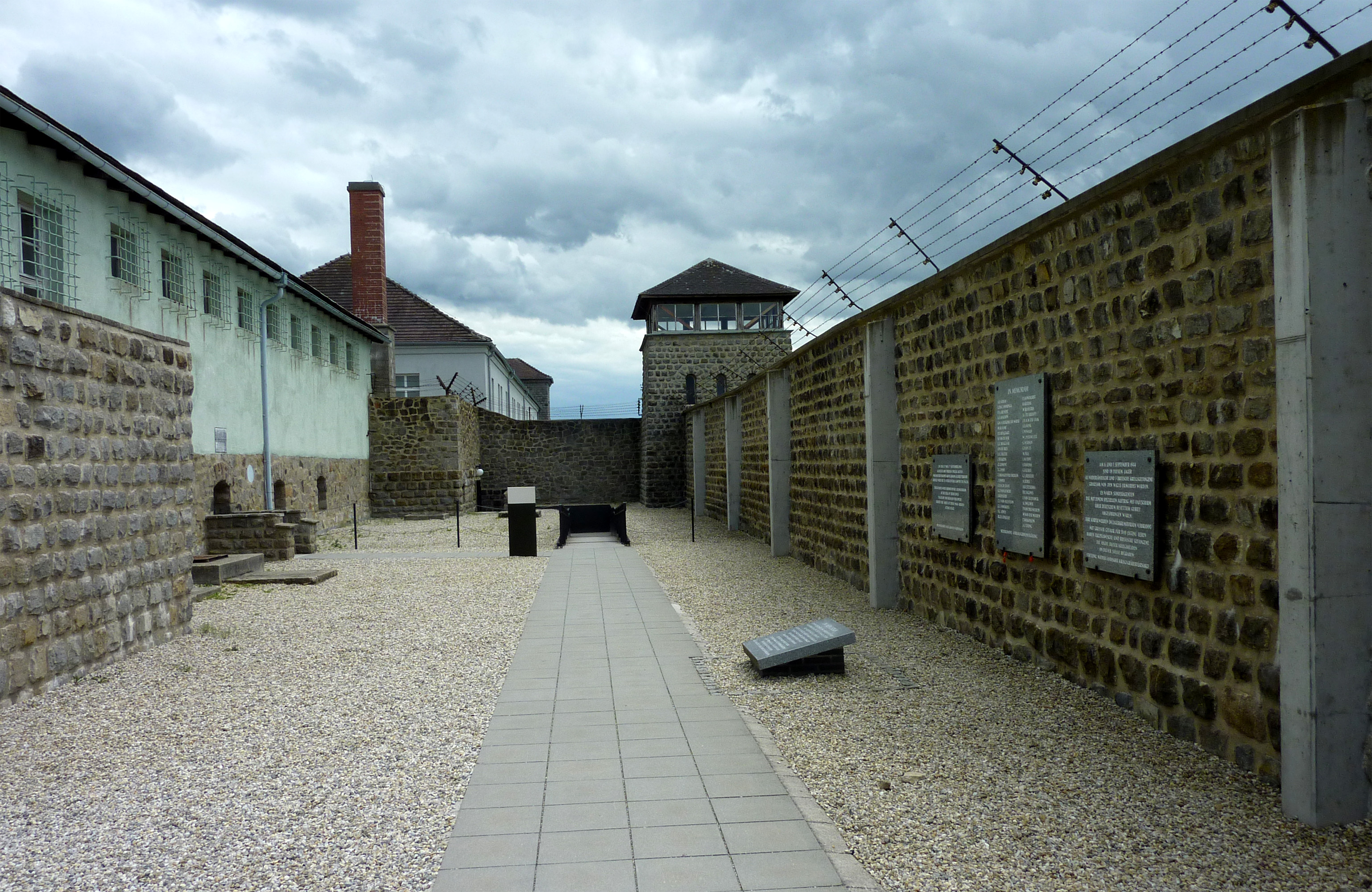
Achter het arrestatiegebouw van het concentratiekamp werd de as van de 47 doodgeschoten parachutisten begraven

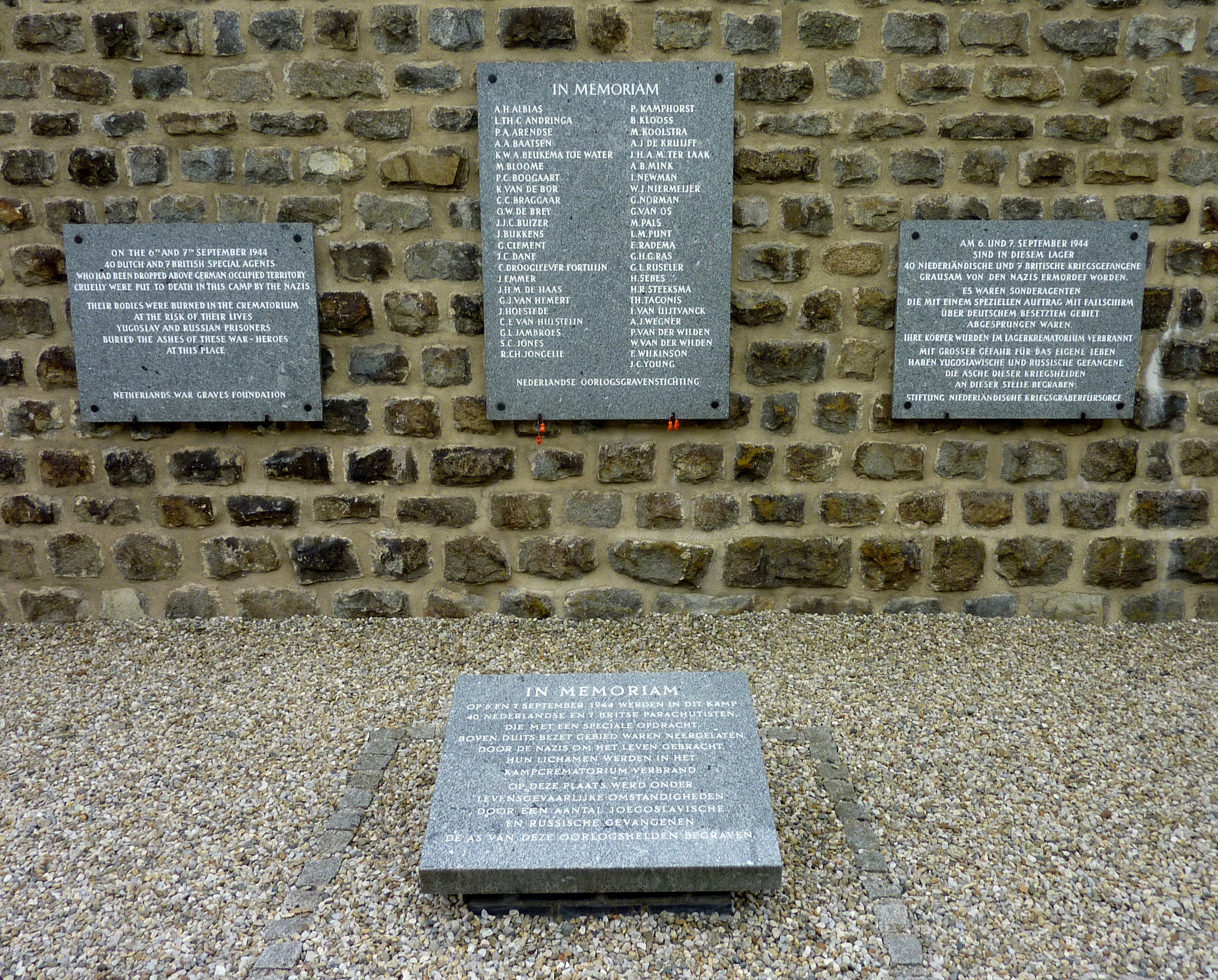
Gedenkplaten achter het arrestatiegebouw in het concentratiekamp Mauthausen

Onderstaande Nederlandse geheim agenten zijn in Mauthausen ter dood gebracht en vervolgens gecremeerd. Hun as werd door andere gevangenen heimelijk begraven. Op die plek is 1968 een plaquette onthuld voor 40 Nederlandse en 7 in Frankrijk gedropte Britse SOE-agenten.

### Op 6 september 1944
- Leonardus Cornelis Theodoris Andringa (Den Haag, 22-11-1913), gedropt 29 maart 1942, gearresteerd 28 april 1942.
- Pieter Arnoldus Arendse (Den Haag, 14-2-1912).
- Klaas van de Bor (Terschuur, 24-5-1913), gedropt 16 februari 1943, meteen gearresteerd.
- Cornelis Carel Braggaar (Amsterdam, 23-9-1913), gedropt (Plan Holland) 16 februari 1943, meteen gearresteerd.
- Johannes Jan Cornelus Buizer (Almkerk, 11-9-1918), gedropt 22 juni 1942, meteen gearresteerd.
- Joseph Bukkens (Vlissingen, 8 of 20-6-1916), gedropt (Plan Holland) 26 juni 1942, meteen gearresteerd.
- Cornelis Droogleever Fortuijn (Amsterdam, 10-4-1922), gedropt (Plan Holland) 24 september 1942, meteen gearresteerd.
- Gerard John van Hemert (Brooklyn, 26-4-1920).
- Jan Charles Hofstede (Den Haag, 17-12-1918), gedropt (Plan Holland) 24 oktober 1943, meteen gearresteerd.
- George Louis Jambroes (Amsterdam, 22-4-1905), gedropt (Plan Holland) 26 juni 1942, meteen gearresteerd.
- Roelof Christiaan Jongelie (Amsterdam, 25-2-1903), gedropt (Plan Holland) 24 september 1942, meteen gearresteerd.
- Barend Klooss (Rotterdam, 22-10-1913), gedropt 5 april 1942, gearresteerd 1 mei 1942.
- Meindert Koolstra (1917).
- Willem Johan Niermeyer (Alkmaar, 2-5-1914), gedropt 29 maart 1942, gearresteerd 6 oktober 1942.
- Gerrit van Os (Hilversum, 2-5-1914), gedropt (Plan Holland) 18 februari 1943, meteen gearresteerd.
- Evert Radema (Foxhol, 7-8-1909), afgezet (Plan Holland) 23 februari 1942, gearresteerd 29 mei 1942.
- George Lodewijk Ruseler (Soerabaja, 27-7-1922).
- Hendrik Johannes Sebes (Dordrecht, 23-7-1919), gedropt 5 april 1942, gearresteerd 9 mei 1942.
- Horst Reinder Steeksma (Berlijn, 14-10-1919).
- Thijs Taconis (Rotterdam, 28-3-1914), gedropt 7 november 1941, gearresteerd 9 maart 1942.
- Pieter van der Wilden (Haarlem, 08-5-1914), gedropt (Plan Holland) 18 februari 1943, meteen gearresteerd.
- Willem van der Wilden (Haarlem, 01-7-1910), gedropt (Plan Holland) 18 februari 1943, meteen gearresteerd.

### Op 7 september 1944
- Aart Hendrik Alblas (Middelharnis, 20-09-1918), gedropt 5 juli 1941, gearresteerd 16 juli 1942.
- Pieter Arnoldus Arendse (Den Haag, 14-02-1912), gedropt (Plan Holland) 9 maart 1943, meteen gearresteerd.
- Arnoldus Albert Baatsen (Amsterdam, 1918), gedropt 27 maart 1942, meteen gearresteerd.
- Karel Willem Adriaan Beukema toe Water (Tegal, 20-06-1909), gedropt (Plan Holland) 24 september 1942, meteen gearresteerd.
- Pieter Cornelis Boogaart (Graauw, 10-08-1912), gedropt op 9 maart 1943 ten zuiden van Ermelo, meteen gearresteerd.
- Oscar Willem de Brey (Wassenaar, 01-10-1921), gedropt (Plan Holland) 21 mei 1943, meteen gearresteerd.
- Johannes Cornelis Dane (Axel, 27-07-1917), gedropt op 27 oktober 1942 bij Holten (Gld.), meteen gearresteerd, Bronzen Kruis 1953.[5]
- Jan Emmer (Wormer, 06-04-1917), afgezet (Plan Holland) 12 maart 1942, gearresteerd 30 mei 1942.
- Johannes Henricus Marie de Haas (Den Haag, 07-02-1918), afgezet 9 april 1942, gearresteerd 28 april 1942.
- Gerard John van Hemert (New York, 28-04-1920), gedropt (Plan Holland) 23 juli 1942, meteen gearresteerd.
- Cornelis Eliza van Hulsteijn (Terneuzen, 08-02-1912), gedropt (Plan Holland) 16 februari 1943, meteen gearresteerd.
- Pieter Kamphorst (Ermelo, 24-11-1894), gedropt (Plan Holland) 21 oktober 1942, meteen gearresteerd.
- Meindert Koolstra (Rinsumageest, 04-06-1917), gedropt (Plan Holland) 21 oktober 1942, meteen gearresteerd.
- Arie Johannes de Kruijff (Amsterdam, 06-11-1912), gedropt (Plan Holland) 28 november 1942, meteen gearresteerd.
- Johannes Hermanus Arnoldus Maria ter Laak (Tilburg, 23-05-1913), gedropt 1 oktober 1941, gearresteerd 13 februari 1942. Zijn naam staat op het 'Monument voor Nederlandse Militairen' in Katwijk.
- Antoon Berend Mink (Den Helder, 21-10-1918), gedropt (Plan Holland) 21 mei 1943, meteen gearresteerd.
- Michiel Pals (Hooge en Lade, 04-06-1912), gedropt (Plan Holland) 21 oktober 1942, meteen gearresteerd.
- Laurentius Maria Punt (Alkmaar, 13-01-1918), gedropt (Plan Holland) 21 mei 1943, meteen gearresteerd.
- Gozewin Hendrik Gerard Ras (Amsterdam, 27-08-1914), gedropt op 28 maart 1942 bij Holten, gearresteerd op 1 mei 1942.
- Hendrik Reinder Steeksma (Berlijn, 14-10-1919), gedropt (Plan Holland) 24 oktober 1942, meteen gearresteerd.
- Ivo van Uijtvanck (Bussum, 07-07-1917), gedropt 21 april 1943, meteen gearresteerd.
- Antonius Johannes Wegner (Leiden, 20-09-1915), gedropt (Plan Holland) 21 april 1943, meteen gearresteerd.

### Op 31 december 1944
- Antonius van Steen (Ubbergen, 05-02-1912).

### Op 21 april of 3 mei 1945
- Hendrik Johan Jordaan (Haaksbergen, 09-07-1918), gedropt 29 maart 1942, gearresteerd 1 mei 1942, mogelijk overleden 6 september 1944.[6]

### Buitenkamp
Mauthausen, zelf in 1938 begonnen als buitenkamp van Dachau, had zelf ook een buitenkommando. In het extern kamp Ebensee werden, verborgen in de bergen, van november 1943 tot mei 1945 V2 raketten gebouwd door dwangarbeiders uit Mauthausen.

### Bevrijding
Er zijn ook mensen die het kamp hebben overleefd. Onder hen bevonden zich:
- Julien Lahaut - Belgisch communistisch parlementslid dat in 1950 voor zijn huis werd vermoord door anticommunisten.
- Trix Terwindt (1911-1987), gedropt 13 februari 1943, meteen gearresteerd, bevrijd op 5 mei 1945.
- Albert Béla Haas - Frans verzetsstrijder die na de oorlog tegen de nazi's getuigde.
- Ferenc Göndör - schrijver van boeken van kamp Auschwitz en kamp Mauthausen
- Iakovos Kambanellis (1921 - 2011), Griekse toneelschrijver en dichter. Zijn gedichtencyclus Mauthausen werd door Mikis Theodorakis op muziek gezet.
- Simon Wiesenthal (1908 - 2005). Bekende nazi-jager.

Vriendenkring Mauthausen

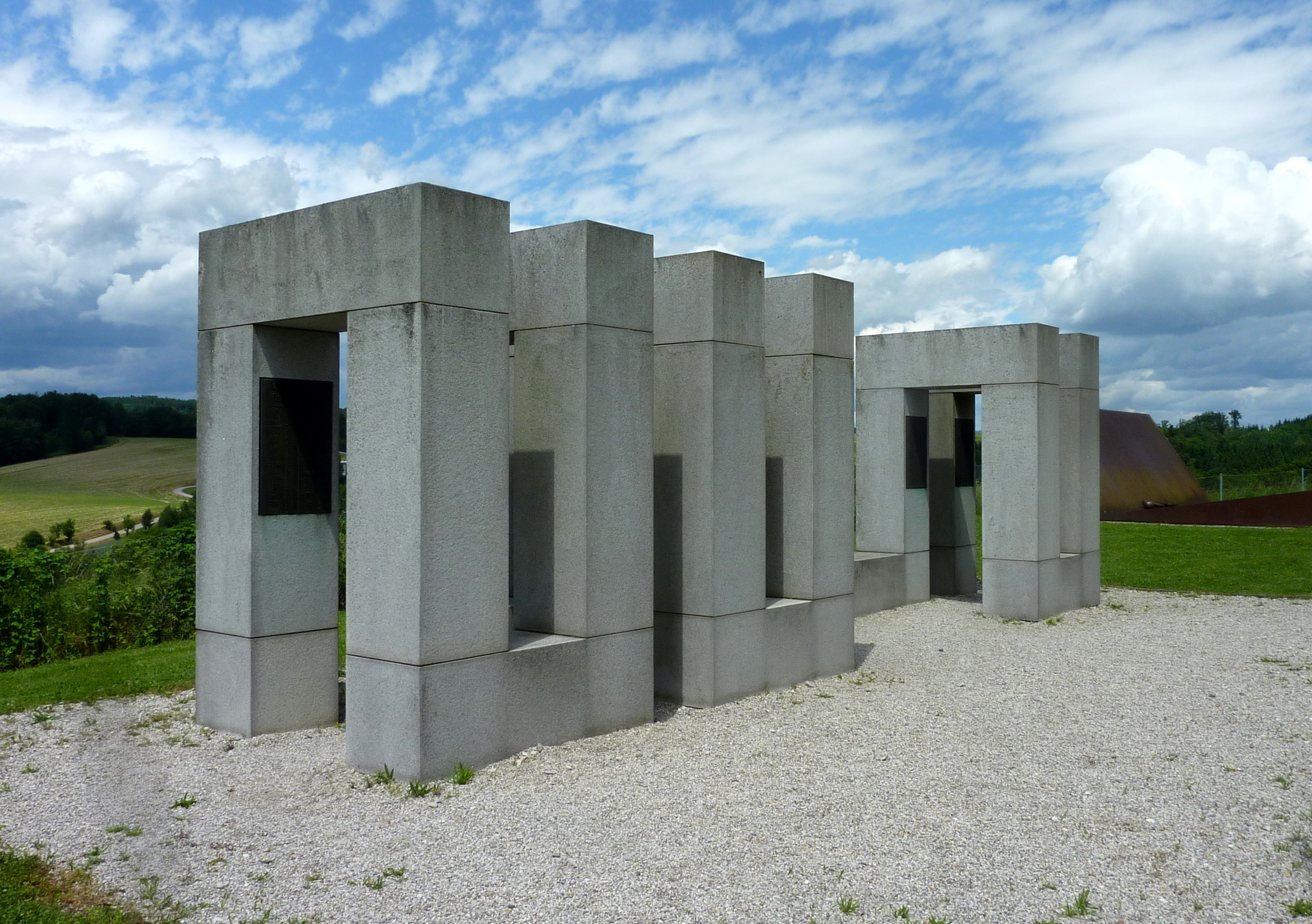
Nationaal Monument in het concentratiekamp Mauthausen van Appie Drielsma (1986)

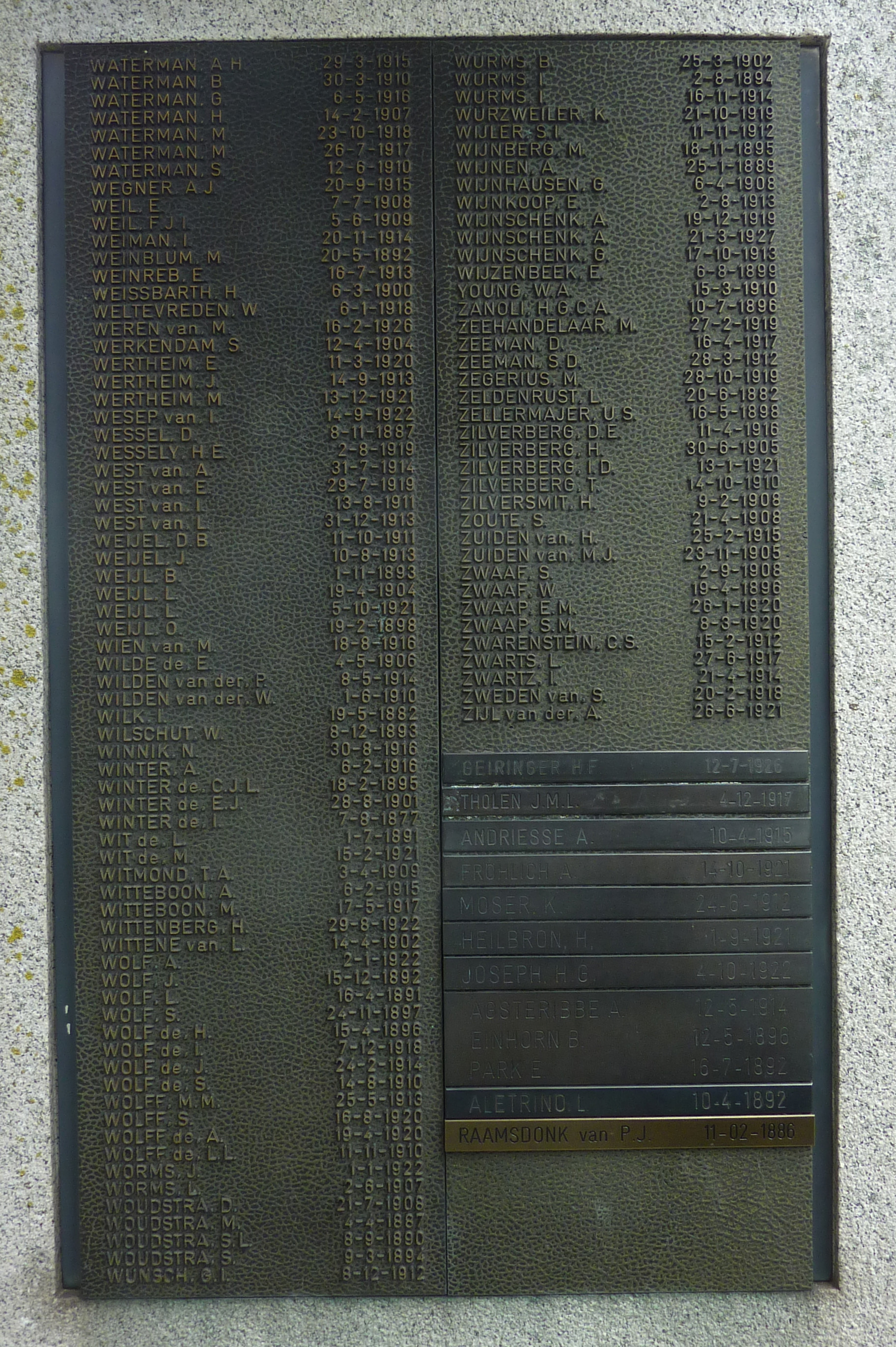
De laatste van de twaalf bronzen panelen van het Nationaal Monument met nu 1660 namen

In 1984 werd de Vriendenkring opgericht onder meer door de Pools-Joodse verzetsvrouw Mirjam Ohringer en door de oud-gevangenen Bill Minco en Henk van Moock. De Vriendenkring zorgde ervoor dat er in het voormalige kamp een monument kwam voor de 1660 uit Nederland afkomstige slachtoffers. Het monument werd gemaakt door kunstenaar Appie Drielsma en symboliseert de onderbroken levenslijn. Het werd op  9 mei 1986 onthuld. Sinds 1986 is daar een internationale jeugdontmoeting om voorlichting te geven.
| Namen van 47 SOE-agenten op de plaquette | Namen van 47 SOE-agenten op de plaquette | Namen van 47 SOE-agenten op de plaquette | Namen van 47 SOE-agenten op de plaquette | Namen van 47 SOE-agenten op de plaquette |
| ---------------------------------------- | ---------------------------------------- | ---------------------------------------- | ---------------------------------------- | ---------------------------------------- |
| A.H. ALBLAS                              |                                          |                                          |                                          | G. NORMAN                                |
| L.TH.C. ANDRINGA                         |                                          | J.H.M. DE HAAS                           |                                          | G. VAN OS                                |
| P.A. ARENDSE                             |                                          | G.J. VAN HEMERT                          |                                          | M. PALS                                  |
| A.A. BAATSEN                             |                                          | J. HOFSTEDE                              |                                          | L.M. PUNT                                |
| K.W.A. BEUKEMA TOE WATER                 |                                          | C.E. VAN HUISTEIJN                       |                                          | E. RADEMA                                |
| M. BLOOME                                |                                          | G.I. JAMBROES                            |                                          | G.H.G. RAS                               |
| P.C. BOOGAART                            |                                          | S.C. JONES                               |                                          | G.L. RUSELER                             |
| K. VAN DE BOR                            |                                          | R.CH. JONGELIE                           |                                          | H. SEBES                                 |
| C.C. BRAGGAAR                            |                                          | P. KAMPHORST                             |                                          | H.R. STEEKSMA                            |
| O.W. DE BREY                             |                                          | B. KLOOSS                                |                                          | TH. TACONIS                              |
| J.I.C. BUIZER                            |                                          | M. KOOISTRA                              |                                          | I. VAN UIJTVANCK                         |
| J. BUKKENS                               |                                          | A.J. DE KRUIJFF                          |                                          | A.J. WEGNER                              |
| G. CLEMENT                               |                                          | J.A.H.M. TER LAAK                        |                                          | P. VAN DER WILDEN                        |
| J.C. DANE                                |                                          | A.B. MINK                                |                                          | W. VAN DER WILDEN                        |
| C. DROOGLEEVER FORTUIJN                  |                                          | I. NEWMAN                                |                                          | E. WILKINSON                             |
| J. EMMER                                 |                                          | W.J. NIERMEIJER                          |                                          | J.C. YOUNG                               |